# もう一度 (持田かおりの曲)
『もう一度』（もういちど）は、日本の女性歌手で、音楽グループEvery Little Thing（ELT）のボーカリスト・持田香織がELT結成以前の1993年11月5日に持田かおり名義で発売したシングルである。

## 概要
当初は特にヒットすることはなかったが、Every Little Thingでブレイク後の1998年6月17日に再発売され、スマッシュヒットを記録した。なお、再発売の同日にELTの『FOREVER YOURS』がリリースされ、こちらはオリコンチャートで初登場1位を記録している。
- パッケージには持田の写真が封入されていた。
- 本作で編曲を手がけた十川知司は後にELTおよび、持田ソロの楽曲で作曲、編曲を手がけることになる。
- テレビ東京系『スーパーマリオスタジアム』のエンディングテーマ曲に使用された。

## 収録曲
1. もう一度
（作詞：柚木美祐 /作曲：Nieve / 編曲：十川知司）
2. 泣いていいよ
（作詞：柚木美祐 / 作曲：Nieve / 編曲：信田かずお）
3. もう一度 (less vocal)